# Gastrophora
Gastrophora là một chi bướm đêm thuộc họ Geometridae.

## Các loài
Các loài:
- Gastrophora henricaria – Guénée, 1857